# Fantasie in f-mineur voor strijkkwartet
Fantasie in f mineur voor strijkkwartet is een compositie van Frank Bridge. Het was een inzending voor de Walter Wilson Cobbett Competitie inzake het schrijven van een fantasie voor strijkkwartet. Het stuk moest 2 jaar wachten voordat het Saunders String Quartet het op 22 juni 1906 voor het eerst publiekelijk uitgevoerde in de Bechstein Hall in Londen. Het stuk in Allegro moderato – Andante moderato – Allegro ma non troppo verscheen al in 1906 in druk.
Andere deelnemers aan de competitie waren William Hurlstone, Haydn Wood, Josef Holbrooke, Waldo Warner en James Friskin. Er is onduidelijk wie welke prijs in de wacht sleepte. Waarschijnlijk werd Bridge tweede achter Hurlstone.

## Discografie
- Uitgave Naxos: Maggini Quartet opname 1995